# Campionati europei di atletica leggera indoor 1982
I XIII campionati europei di atletica leggera indoor si sono svolti a Milano, in Italia, presso il Palasport di San Siro, dal 6 al 7 marzo 1982.

## Nazioni partecipanti
Tra parentesi, il numero di atleti partecipanti per nazione.
- Austria (7)
- Belgio (10)
- Bulgaria (13)
- Cecoslovacchia (8)
- Danimarca (1)
- Finlandia (4)
- Francia (25)
- Germania Est (12)

- Germania Ovest (37)
- Grecia (6)
- Italia (38)
- Jugoslavia (5)
- Paesi Bassi (5)
- Polonia (10)
- Portogallo (2)
- Regno Unito (13)

- Romania (3)
- Spagna (16)
- Svezia (9)
- Svizzera (11)
- Turchia (1)
- Ungheria (15)
- Unione Sovietica (31)

## Risultati

### Uomini
| Specialità | Oro                | Prestazione | Argento             | Prestazione | Bronzo                | Prestazione |
| Corse piane |                    |             |                     |             |                       |             |
| 60 metri | Marian Woronin     | 6"61        | Valentin Atanasov   | 6"62        | Bernard Petitbois     | 6"66        |
| 200 metri | Erwin Skamrahl     | 21"20       | István Nagy         | 21"41       | Michele Di Pace       | 21"52       |
| 400 metri | Pavel Konovalov    | 47"04       | Sándor Újhelyi      | 47"14       | Benjamín González     | 47"41       |
| 800 metri | Antonio Páez       | 1'48"02     | Klaus-Peter Nabein  | 1'48"31     | Colomán Trabado       | 1'48"35     |
| 1.500 metri | José Luis González | 3'38"70     | José Manuel Abascal | 3'38"91     | Antti Loikkanen       | 3'39"62     |
| 3.000 metri | Patriz Ilg         | 7'53"50     | Alberto Cova        | 7'54"12     | Valerij Abramov       | 7'54"46     |
| Corse a ostacoli |                    |             |                     |             |                       |             |
| 60 metri ostacoli | Aleksandr Pučkov   | 7"73        | Plamen Krastev      | 7"74        | Karl-Werner Dönges    | 7"80        |
| Corse su strada |                    |             |                     |             |                       |             |
| 5 km marcia | Maurizio Damilano  | 19'19"93    | Carlo Mattioli      | 20'06"91    | Martin Toporek        | 20'19"47    |
| Salti |                    |             |                     |             |                       |             |
| Salto in alto | Dietmar Mögenburg  | 2,34 m      | Janusz Trzepizur    | 2,32 m      | Roland Dalhäuser      | 2,32 m      |
| Salto con l'asta | Viktor Spasov      | 5,70 m =    | Konstantin Volkov   | 5,65 m      | Władysław Kozakiewicz | 5,60 m      |
| Salto in lungo | Henry Lauterbach   | 7,86 m      | Rolf Bernhard       | 7,83 m      | Giovanni Evangelisti  | 7,83 m      |
| Salto triplo | Béla Bakosi        | 17,13 m     | Henadz' Valjukevič  | 16,87 m     | Mykola Musijenko      | 16,82 m     |
| Lanci |                    |             |                     |             |                       |             |
| Getto del peso | Vladimir Milić     | 20,45 m     | Remigius Machura    | 20,07 m     | Jovan Lazarević       | 19,65 m     |
| record mondiale; record mondiale stagionale; record europeo; record europeo stagionale; record dei campionati; record nazionale; record personale; record personale stagionale. |                    |             |                     |             |                       |             |

### Donne
| Specialità | Oro                   | Prestazione | Argento            | Prestazione | Bronzo              | Prestazione |
| Corse piane |                       |             |                    |             |                     |             |
| 60 metri | Marlies Göhr          | 7"11 =      | Sofka Popova       | 7"19        | Wendy Hoyte         | 7"27        |
| 200 metri | Gesine Walther        | 22"80       | Elena Kel'čevskaja | 23"35       | Heidi-Elke Gaugel   | 23"39       |
| 400 metri | Jarmila Kratochvílová | 49"59       | Dagmar Rübsam      | 51"18       | Gaby Bußmann        | 51"57       |
| 800 metri | Doina Melinte         | 2'00"39     | Martina Steuk      | 2'01"07     | Jolanta Januchta    | 2'01"24     |
| 1.500 metri | Gabriella Dorio       | 4'04"01     | Brigitte Kraus     | 4'04"22     | Beate Liebich       | 4'06"70     |
| 3.000 metri | Agnese Possamai       | 8'53"77     | Maricica Puică     | 8'54"26     | Paula Fudge         | 8'56"96     |
| Corse a ostacoli |                       |             |                    |             |                     |             |
| 60 metri ostacoli | Kerstin Knabe         | 7"98        | Bettine Gärtz      | 8"00        | Jordanka Donkova    | 8"09        |
| Salti |                       |             |                    |             |                     |             |
| Salto in alto | Ulrike Meyfarth       | 1,99 m      | Andrea Bienias     | 1,99 m      | Katalin Sterk       | 1,99 m      |
| Salto in lungo | Sabine Everts         | 6,70 m      | Karin Hänel        | 6,54 m      | Valy Ionescu        | 6,52 m      |
| Lanci |                       |             |                    |             |                     |             |
| Getto del peso | Veržinija Veselinova  | 20,19 m     | Helena Fibingerová | 19,24 m     | Natal'ja Lisovskaja | 18,50 m     |
| record mondiale; record mondiale stagionale; record europeo; record europeo stagionale; record dei campionati; record nazionale; record personale; record personale stagionale. |                       |             |                    |             |                     |             |

## Medagliere
Legenda
     Paese ospitante
| Posizione | Paese            | Oro | Argento | Bronzo | Totale |
| --------- | ---------------- | --- | ------- | ------ | ------ |
| 1         | Germania Ovest   | 5   | 3       | 2      | 10     |
| 2         | Germania Est     | 4   | 4       | 2      | 10     |
| 3         | Unione Sovietica | 3   | 3       | 3      | 9      |
| 4         | Italia           | 3   | 2       | 2      | 7      |
| 5         | Spagna           | 2   | 1       | 2      | 5      |
| 6         | Bulgaria         | 1   | 3       | 1      | 5      |
| 7         | Ungheria         | 1   | 2       | 1      | 4      |
| 8         | Cecoslovacchia   | 1   | 2       | 0      | 3      |
| 9         | Polonia          | 1   | 1       | 2      | 4      |
| 10        | Romania          | 1   | 1       | 1      | 3      |
| 11        | Jugoslavia       | 1   | 0       | 1      | 2      |
| 12        | Svizzera         | 0   | 1       | 1      | 2      |
| 13        | Regno Unito      | 0   | 0       | 2      | 2      |
| 14        | Austria          | 0   | 0       | 1      | 1      |
| 14        | Finlandia        | 0   | 0       | 1      | 1      |
| 14        | Francia          | 0   | 0       | 1      | 1      |
| Totale    | Totale           | 23  | 23      | 23     | 69     |